# Six Flags Magic Mountain
Six Flags Magic Mountain è un grandissimo parco divertimenti statunitense, nonché uno dei più famosi. È situato a Valencia, periferia nord di Los Angeles.

## Storia
Inaugurato dalla Newhall Land and Farming Company il 29 maggio del 1971 con il nome di Magic Mountain ("Montagna magica"), perché il parco si sviluppa lungo le pendici di una collina. Fu acquistato nel 1979 dalla compagnia Six Flags, che lo ribattezzò col nome attuale aggiungendo il nome dell'azienda a quello precedente.

## Caratteristiche
Il parco è molto noto tra gli appassionati per essere, insieme a Cedar Point, uno dei parchi divertimento più adrenalinici al mondo. Parco divertimenti esclusivamente meccanico, può essere considerato il parco-celebrazione della montagna russa e probabilmente è il parco più famoso della catena Six Flags. Dal 1º luglio Six Flags Magic Mountain si è aggiudicato la corona di parco divertimenti con il numero maggiore di montagne russe, 18, battendo il record di Cedar Point.

## Attrazioni
Tra le attrazioni più impressionanti che vanta, va senz'altro menzionata Superman the Escape, un'ascesa verticale velocissima con conseguente discesa altrettanto veloce, ed X2, il primo 4D coaster del mondo, dove i passeggeri ospiti del trenino sono liberi di ruotare avanti o indietro attorno ad un perno che scorre perpendicolarmente al percorso della montagna russa. Nel 2011 il parco ha aperto ben 3 nuove montagne russe di cui una è Superman The Escape completamente rinnovata e ribattezzata in Superman Escape From Krypton, mentre delle altre due una è Green Lantern il primo ZacSpin coaster negli Stati Uniti e Road Runner Express una nuova montagna russa per bambini. Nel 2015 l'ottovolante Colossus viene trasformato in Twisted Colossus, caratterizzato da due rotaie che interagiscono tra di loro. Nel 2016, Revolution viene ribattezzata "The new revolution". Questa Montagna russa ha una novità per gli Stati Uniti: l'aggiunta dei Samsung Galaxy Gear VR durante la corsa, che consentono una visione virtuale della giostra.

### Montagne Russe attualmente presenti
| Nome della montagna russa     | Anno di apertura | Casa costruttrice            | Descrizione |
| ----------------------------- | ---------------- | ---------------------------- | --- |
| Goldrusher                    | 1971             | Arrow Dynamics               | Montagna russa in acciaio di tipologia "mine train"; è l'unica attrazione del parco che sfrutta la pendenza del terreno. È stata la prima montagna russa coaster presente al Six Flags Magic Mountain.           |
| Magic Flyer                   | 1971             | Bradley and Kaye             | Junior roller coaster. |
| Revolution                    | 1976             | Anton Schwarzkopf            | Prima montagna russa di moderna concezione a presentare un loop completo a 360 gradi, sfrutta parzialmente la pendenza del terreno su cui è costruito.                                                           |
| Twisted Colossus              | 2015             | Rocky Mountain Construction  | Montagna russa ibrida ricavato sulla struttura del precedente ottovolante in legno Colossus; presenta due inversioni.                                                                                            |
| Ninja                         | 1988             | Arrow Dynamics               | Suspended coaster a cabine oscillanti, attualmente il più veloce al mondo (in condivisione con Vortex situato al Canada's Wonderland)                                                                            |
| Viper                         | 1990             | Arrow Dynamics               | Montagna russa con sette inversioni; rimase anche la montagna russa con il loop a 360 più alto fino all'apertura di "Griffon" nel parco Busch Gardens Europe)                                                    |
| Batman: The Ride              | 1994             | B&M                          | Inverted coaster presente con lo stesso nome in diversi parchi della catena Six Flags. |
| Superman: Escape From Krypton | 1997             | Intamin AG                   | Prima attrazione di un parco divertimenti a superare i 100 metri di altezza, e alla sua apertura il più alto e veloce ottovolante del mondo. Era conosciuto fino al 2010 come Superman:The Escape.               |
| The Riddler's Revenge         | 1998             | B&M                          | Il più alto, veloce e lungo stand-up coaster del mondo |
| Canyon Blaster                | 1999             | Miler Coaster Company        | Junior roller coaster |
| Goliath                       | 2000             | Giovanola                    | Hypercoaster costruito dalla scomparsa Giovanola. È stato, per breve periodo, detentore del record per il più alto e veloce ottovolante a circuito chiuso.                                                       |
| X2                            | 2002             | Arrow Dynamics               | Primo 4D coaster costruito al mondo. Nel 2008 vengono investiti $10 milioni per modificare le vetture, i colori della struttura ed aggiungere effetti sensoriali.                                                |
| Scream!                       | 2003             | B&M                          | Floorless coaster la cui costruzione ha comportato l'ampliamento del parco su una zona in precedenza adibita a parcheggio. È un clone di Bizarro al Six Flags Great Adventure.                                   |
| Tatsu                         | 2006             | B&M                          | Flying coaster costruito sulla sommità della collina che domina il parco, è attualmente il più alto, lungo e veloce della sua tipologia.                                                                         |
| Apocalypse                    | 2009             | Great Coasters International | Ottovolante in legno che monta sulle vetture un impianto audio. Lungo la corsa è presente una piccola scenografia con effetti speciali. Precedentemente era conosciuto come Terminator Salvation:The Ride.       |
| Green Lantern: First Flight   | 2011             | Intamin AG                   | La prima montagna russa ZacSpin negli stati uniti |
| Road Runner Express           | 2011             | Vekoma                       | Piccola montagna russa per bambini, prelevato dall'ormai dismesso Six Flags New Orleans. |
| Full Throttle                 | 2013             | Premier Rides                | Montagna russa situata in una zona precedentemente occupata dal flume ride Log Jammer; presenta il loop verticale più alto del mondo (49 m) ed è il primo ottovolante ad avere un top-hat situato sopra un loop. |

## Curiosità
Molte volte, il parco è stato scelto come set di film la cui sceneggiatura prevedeva scene ambientate in parchi divertimento:
- Nel 1977 è il set di una scena del film Rollercoaster - Il grande brivido, girata a bordo di Revolution, allora, primo rollercoaster ad effettuare un loop di 360 gradi.
- Nel 1983 è il set per le scene ambientate nel finto parco divertimenti Walley World nel film National Lampoon's Vacation di Harold Ramis.
- Nel 1987 è il set di una scena del film Lezioni d'estate (titolo originale Summer School) di Carl Reiner;
- Nel 1991 all'interno del parco vi fu girata la sigla di testa del telefilm Una bionda per papà;
- Nel 1990 appare nella serie televisiva Beverly Hills 90210: alcuni protagonisti del telefilm vengono ripresi a bordo del coaster Viper in corsa, montagna russa allora da primato;
- Nel 1993 appare nel film Una vita al massimo: i protagonisti vengono ripresi a bordo del coaster Viper;
- Nel 2000 viene scelto come set di una scena del film Space Cowboys per la regia di Clint Eastwood. La scena presenta uno dei protagonisti in corsa sul coaster Viper.
- Nel 2008, viene girato un episodio della serie televisiva targata Nickelodeon Zoey 101, in cui uno dei protagonisti della serie cerca di superare la sua paura delle montagne russe salendo sul coaster "Goliath", nella serie chiamato Spin Twister, mentre il parco viene chiamato Mystic Mountain. In una clip dell'episodio si nota una visuale dall'alto del parco divertimenti, tale ripresa non è stata girata al Six Flags ma al parco di Kennywood, dove si vede una montagna russa con l'insegna di "Spin Twister" sebbene sia diversa da quella usata poi al Six Flags.
- Nel 2013 viene citato nella sere Nickelodeon "Sam & Cat", come nel caso di Zoey 101, il parco viene chiamato Mystic Mountain ma questa volta non compare in nessuna scena all'interno dell'episodio.
- Nel 2017 viene scelto come ambientazione del video musicale della canzone Chained to the Rhythm della cantante statunitense Katy Perry: infatti è la stessa cantante, in questo video, ad avere avuto paura delle pericolose montagne russe. La stessa cosa era già successa nel parco di Gardaland a Manuela Blanchard, il pupazzo Uan, il presentatore televisivo Paolo Bonolis e poi tutti gli altri conduttori, quando giravano le sigle della trasmissione Bim bum bam, in onda su Italia 1 nella fascia pomeridiana dedicata ai bambini.